# Lac Tadlak
Le lac Tadlak, ou lac des Alligators, est un lac des Philippines situé sur l'île de Luçon, au sud du grand lac de Laguna de Bay. C'est un lac de cratère des maar du champ volcanique de Laguna, dit aussi de San Pablo. Il est sur la liste des volcans inactifs des Philippines selon l'Institut de Volcanologie et de Séismologie (PHIVOLCS). Le lac subit des éruptions limniques où le CO2 des profondeurs rejaillit (localement appelées langal) durant les mois de décembre à février. Durant cette période, certains poissons indigènes sont souvent observés venant recherche de l'oxygène à proximité de la surface.
Avant l'introduction de l'aquaculture, le lac des Alligators était considéré comme un lac oligotrophe, avec peu de nutriments et une faible production d'algues faisant que l'eau était très claire et d'excellente qualité sanitaire à boire.

## Géographie
Le lac Tadlak est situé à sur le barrio de Barangay Tadlac dans les zones de sources d'eau chaude des villes de Los Baños près de la frontière avec Calamba City dans la province de Laguna. Le lac se situe sous la chaîne Nord-Est du mont Makiling, la plus haute montagne du champ volcanique de San Pablo. À cause de ses origines, sans alimentation fluviale, le lac est seulement alimenté par les eaux pluviales. 
Ce lac légèrement ovale a une surface de 22,7 ha pour un périmètre de l'ordre de 1,8 km. Sa profondeur moyenne est de 27 mètres ce qui fait que la natation n'y est pas recommandée car le fond baisse aussi très brutalement.  
La plus grande longueur du lac est dans un axe NE-SW sur 650 mètres et sa plus grande largeur représente 503 mètres. Les bords du cratère le séparant de Laguna de Bay ne font qu'une quarantaine de mètres de largeur à sa partie la plus fine, au Nord-Est.
Tadlac Barangay Road est une chaussée qui court sur l'Est du lac mais qui n'en fait pas le tour. Une autre route se situe sur la rive Ouest du lac.
Les terres autour du lac sont du domaine privé et certains propriétaires y ont établi des logements et des domaines. Cet aménagement est géré par le Laguna Lake Development Authority (LLDA).

## Histoire

### Étymologie
Le lac a reçu son nom lors de la colonisation espagnole quand il était connu comme le  Laguna de los Caimanes (lac des Alligators),.  
Ce nom s'explique par le grand nombre de crocodiles vivant dans ses eaux.  De nos jours, alligators et crocodiles y ont disparu ainsi que de Laguna de Bay.

### Aquaculture et exploitation

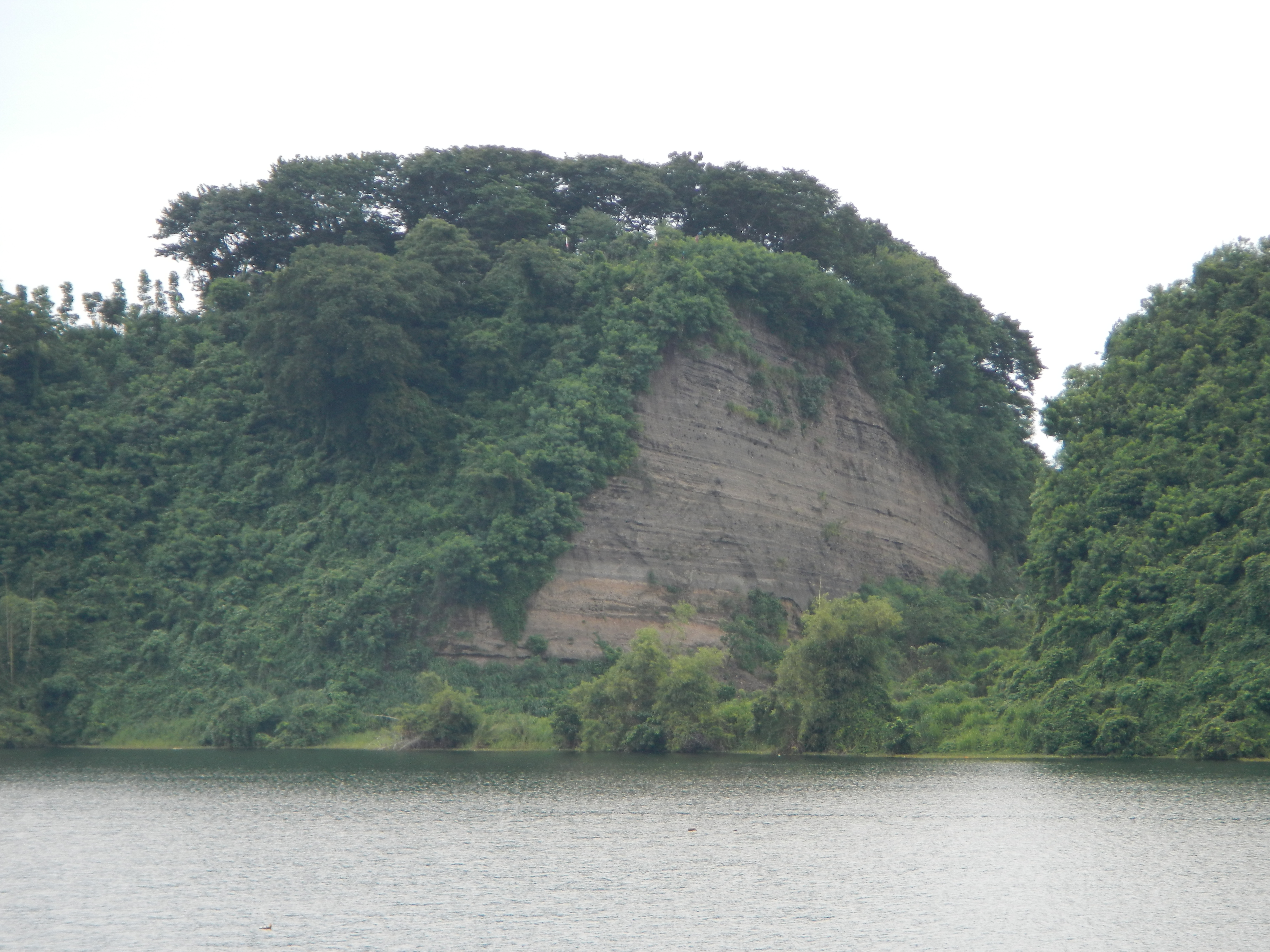
Une vue rapprochée de la coupure au Nord-Est du cratère

À partir de 1986, la LLDA a autorisé l'utilisation de 300 000 m2 soit 12 % de la surface du lac pour l’élevage de tilapia en cage afin de permettre aux pêcheurs locaux d'avoir une production par les techniques de l'aquaculture.
À partir de là, les ressources naturelles des bords du lac furent utilisées comme matériaux de construction pour les maisons et autres bâtiments. Le prélèvement n'a par contre pas été géré par la LLDA ni le gouvernorat de Los Baños, considérant cela comme un droit de jouissance de possessions privées. Ce qui ne cessa qu'à l'établissement définitif du Environmental Impact Assessment System aux Philippines. À ce moment, 7000 à 8 000 m2 de terres et de roches avaient déjà été extraits laissant ainsi une coupure dans le bord du cratère mais changeant aussi le paysage (photo ci-dessus).
De 1986 à 1990, le lac fut massivement utilisé pour l'aquaculture jusqu'à ce qu'une mortalité massive des poissons survint. Une collaboration entre les chefs locaux et la LLDA mit un terme à l'aquaculture permettant que le lac soit sauvé d'une plus grande détérioration encore.

## Atteindre le lac
À partir de Manille, le lac est à 61 km ce qui correspond à une heure de route depuis le km Zero au Rizal Park jusqu'au Barangay Tadlac via la voie express du South Luzon puis la route nationale. Un parking a été aménagé sur la rive Est du lac, le long de la Tadlac Barangay Road.
On peut également y accéder par la route Ouest et à travers la coupure au Nord du lac, les propriétaires ayant un fait une donation de 4 mètres de large pour permettre un accès aisé au lac.